# Schoudervelum
Het schoudervelum is een lange rechthoekige schouderdoek, die bij katholieke erediensten of processies wordt gedragen. De Latijnse benaming is humerale. Andere benamingen zijn lofvelum en benedictievelum.
Het schoudervelum wordt door de priester gedragen, als hij een monstrans of reliekhouder vasthoudt, bijvoorbeeld tijdens een processie. Aan de binnenzijde van het velum zitten zakken, waarin de priester zijn handen kan steken. Het velum zorgt ervoor dat hij het voorwerp - uit eerbied - niet met zijn blote handen aanraakt. Om dezelfde reden kan de subdiaken een schoudervelum dragen om te voorkomen dat hij direct contact heeft met de pateen.
Het velum is vaak rijk geborduurd. De gebruikelijke kleur is wit. Wordt het velum echter tijdens de eucharistieviering gedragen, dan heeft het de liturgische kleur van de betreffende dag.

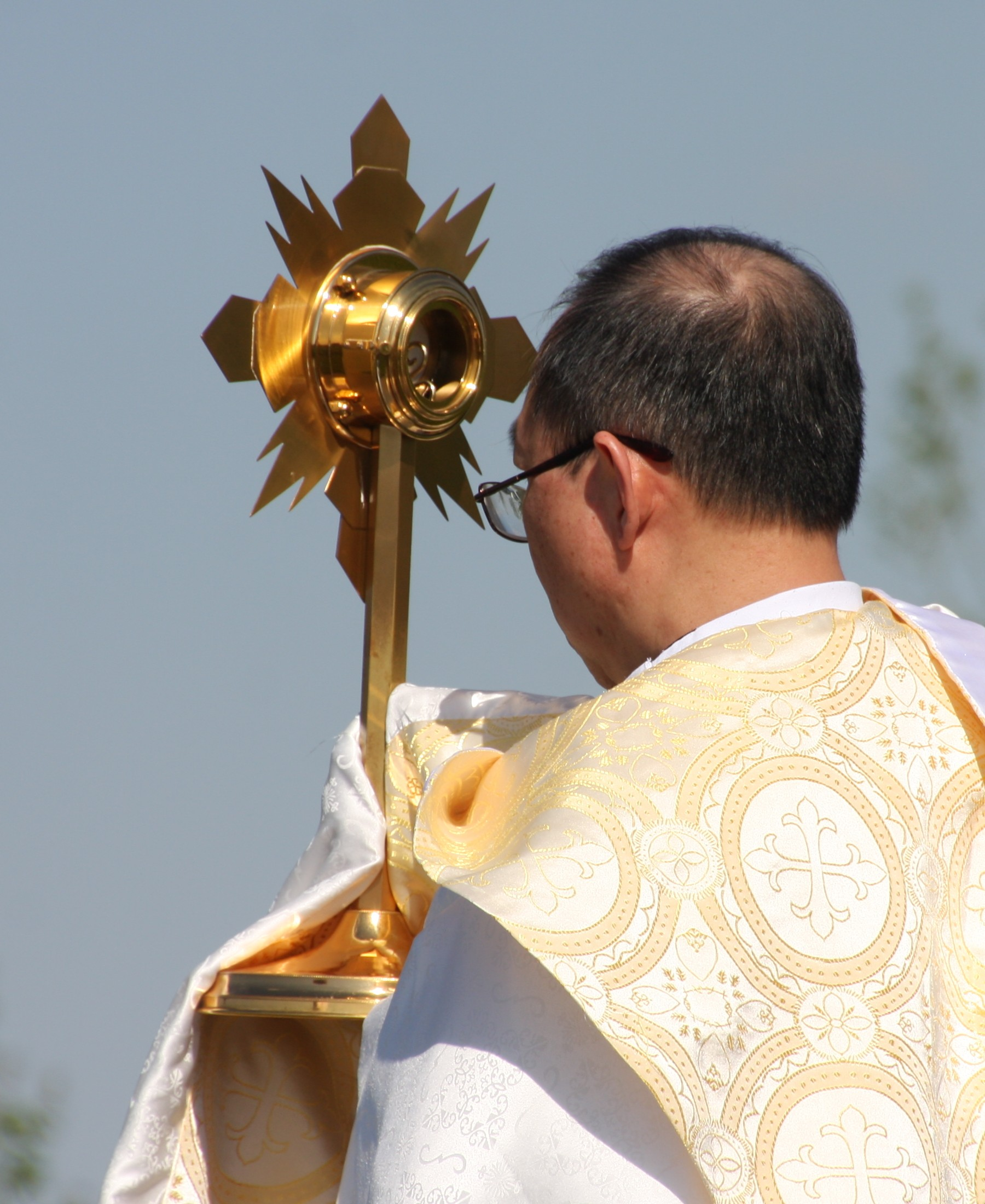
Monstransdragende priester met schoudervelum tijdens een processie
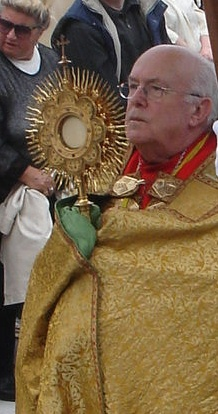
Het Allerheiligste, gedragen door kardinaal Danneels met schoudervelum
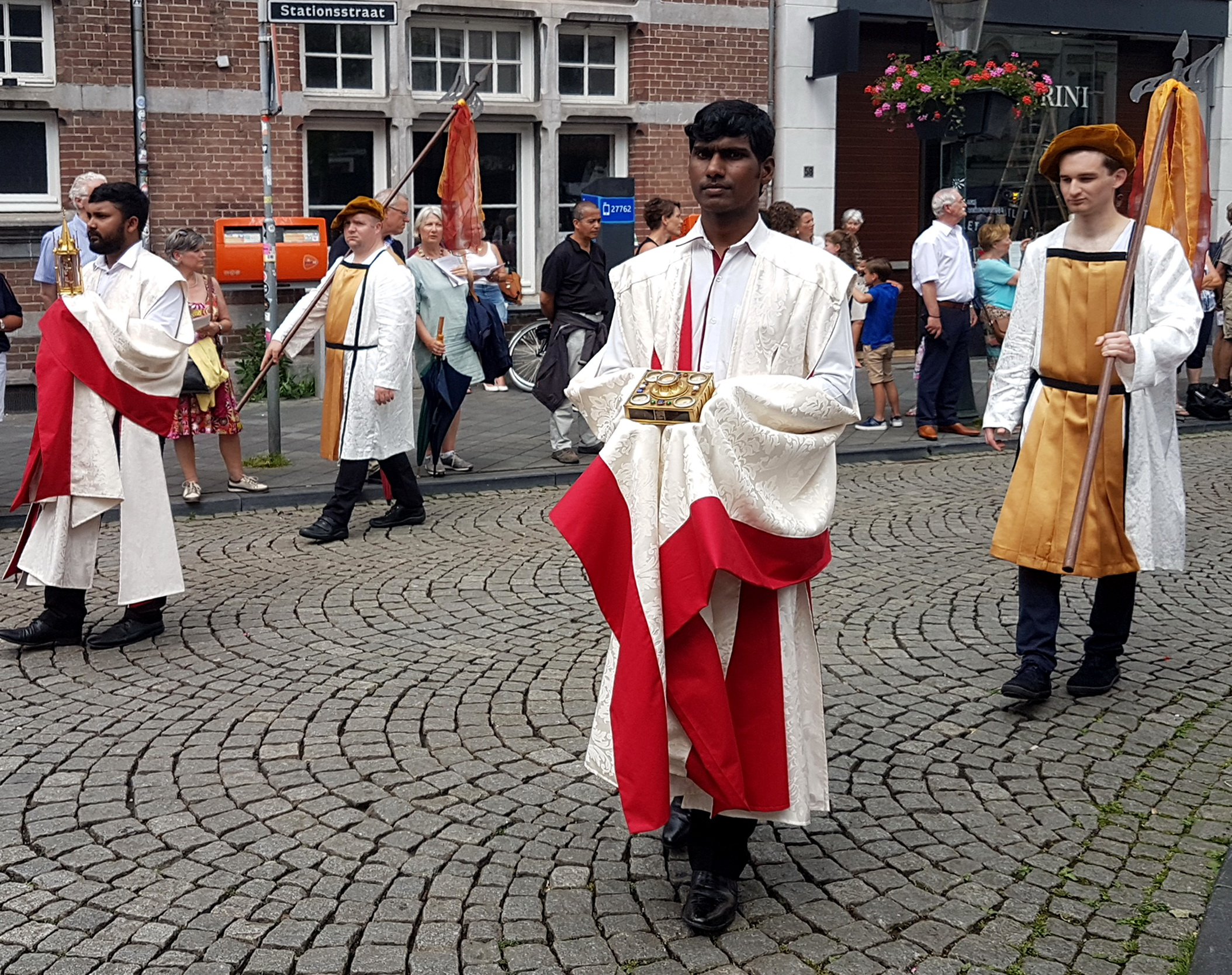
Seminaristen met reliek-houders, Heiligdomsvaart van Maastricht, 2018